# Perusia flava
Perusia flava là một loài bướm đêm trong họ Geometridae.